# Линалол
Линалолът (още линалоол) е срещащ се в природата терпенов алкохол с много индустриални приложения, обусловени в най-голяма степен от приятния му мирис на индрише.
Линалолът се съдържа в етеричните масла, добивани от много цветни растения и подправки, като например от лавандулата и семената на кориандъра. Използва се като аромат за домакински продукти като сапуни, шампоани, лосиони и почистващи препарати. Има и бактерицидни свойства.
Емпиричната му формула е C10H18O. Представлява безцветна течност, неразтворима във вода и глицерин, но разтворима в етанол, пропиленгликол и етерични масла. Точка на кипене: 198 – 200 °C, точка на самовъзпламеняване: 241 °С.